# Laima Mogenienė

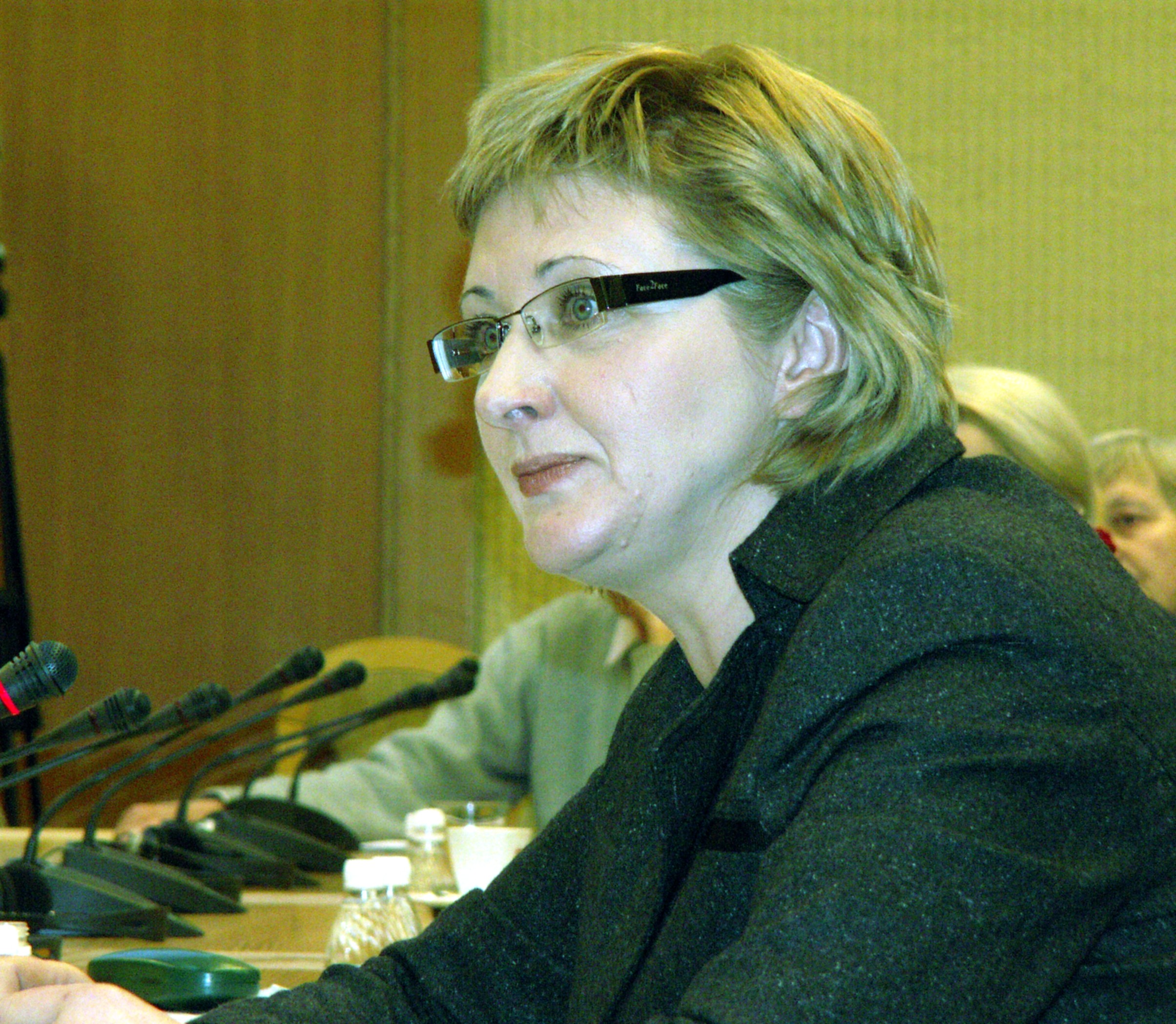
Laima Mogenienė, 2010

Laima Mogenienė (* 7. Oktober 1959 in Krasnojarsk) ist eine litauische  Unternehmerin und ehemalige Politikerin.

## Biografie
Nach dem Abitur an der 2. Mittelschule Radviliškis absolvierte sie 1982 das Diplomstudium der Chemie am Kauno politechnikos institutas in Kaunas. Von 1983 bis 1987 studierte sie in der Aspirantur und arbeitete als wissenschaftliche Mitarbeiterin am Forschungsinstitut für Bau und Architektur. 
Von 1991 bis 1993 war sie stellvertretende Leiterin der Unterabteilung für Bildung der Vytauto Didžiojo universitetas. Von 1997 bis 2004 war sie Direktorin beim KMU-Unternehmer-Verband (lit. Kauno regiono smulkių ir vidutinių verslininkų asociacija). Von 2004 bis 2008 war sie Mitglied im Seimas. 
Sie ist Mitglied von Lietuvos valstiečių liaudininkų sąjunga.

## Quelle
- Leben